# Nyliden
Nyliden är en småort i Björna socken i Örnsköldsviks kommun, Västernorrlands län.

## Befolkningsutveckling
| Befolkningsutvecklingen i Nyliden 1950–2015   | Befolkningsutvecklingen i Nyliden 1950–2015 | Befolkningsutvecklingen i Nyliden 1950–2015 | Befolkningsutvecklingen i Nyliden 1950–2015 | Befolkningsutvecklingen i Nyliden 1950–2015 |
| --------------------------------------------- | ------------------------------------------- | ------------------------------------------- | ------------------------------------------- | ------------------------------------------- |
|                                               |                                             |                                             |                                             |                                             |
| År                                            |                                             |                                             | Folkmängd                                   | Areal (ha)                                  |
| 1950                                          | 1950                                        |                                             | 307                                         |                                             |
| 1960                                          | 1960                                        |                                             | 256                                         |                                             |
| 1990                                          | 1990                                        |                                             | 110                                         | 21#                                         |
| 1995                                          | 1995                                        |                                             | 115                                         | 23#                                         |
| 2000                                          | 2000                                        |                                             | 106                                         | 23#                                         |
| 2005                                          | 2005                                        |                                             | 105                                         | 23#                                         |
| 2010                                          | 2010                                        |                                             | 86                                          | 24#                                         |
| 2015                                          | 2015                                        |                                             | 74                                          | 38#                                         |
| Anm.: Upphörde som tätort 1965. # Som småort. |                                             |                                             |                                             |                                             |